# Jones's Mill
Jones's Mill est un site biologique d'intérêt scientifique particulier de 11,6 hectares situé dans le Wiltshire, reconnu depuis 1975.
|  |  |  |

## Sources
- English Nature citation sheet for the site (consulté le 15 août 2006)